# Christian Noël de Zimmerman
Pour les articles homonymes, voir Zimmerman.
Christian Noel de Zimmerman dit Emmanuel, né le 3 avril 1730 à Toul (Trois-Évêchés), mort le 6 janvier 1813 à Paris, est un général français de la Révolution et de l’Empire.

## États de service
Il entre en service en 1746, et il participe à la guerre de Sept Ans de 1756 à 1763. En 1768, il est nommé colonel du régiment suisse de Vigier, et il devient brigadier en 1781. Il est fait chevalier de Saint-Louis.
Il est promu maréchal de camp le 9 mars 1788, et le 20 août 1792, il est licencié avec la totalité des régiments suisses. Il passe donc au service du Piémont, et le 7 avril 1799, il est réadmis au service de la France avec le grade de général de brigade.
Affecté à l’armée d’Italie, il commande 6 régiments suisses au service du Piémont, et il est fait prisonnier le 4 juin 1799, lors du Siège de Turin, puis emprisonné à Augsbourg.
Libéré de prison, il est admis à la retraite le 9 septembre 1806.
Il meurt le 6 janvier 1813, à Paris.

## Sources
- (en) « Generals Who Served in the French Army during the Period 1789 - 1814: Eberle to Exelmans »
- Thierry Pouliquen, « Les généraux français et étrangers ayant servis [sic] dans la Grande Armée » (consulté le 11 mai 2015)
- (pl) « Napoléon.org.pl »
- Gregor Egloff, « Zimmermann, Christian Emanuel » dans le Dictionnaire historique de la Suisse en ligne, version du 10 juin 2013..